# Forte Príncipe da Beira

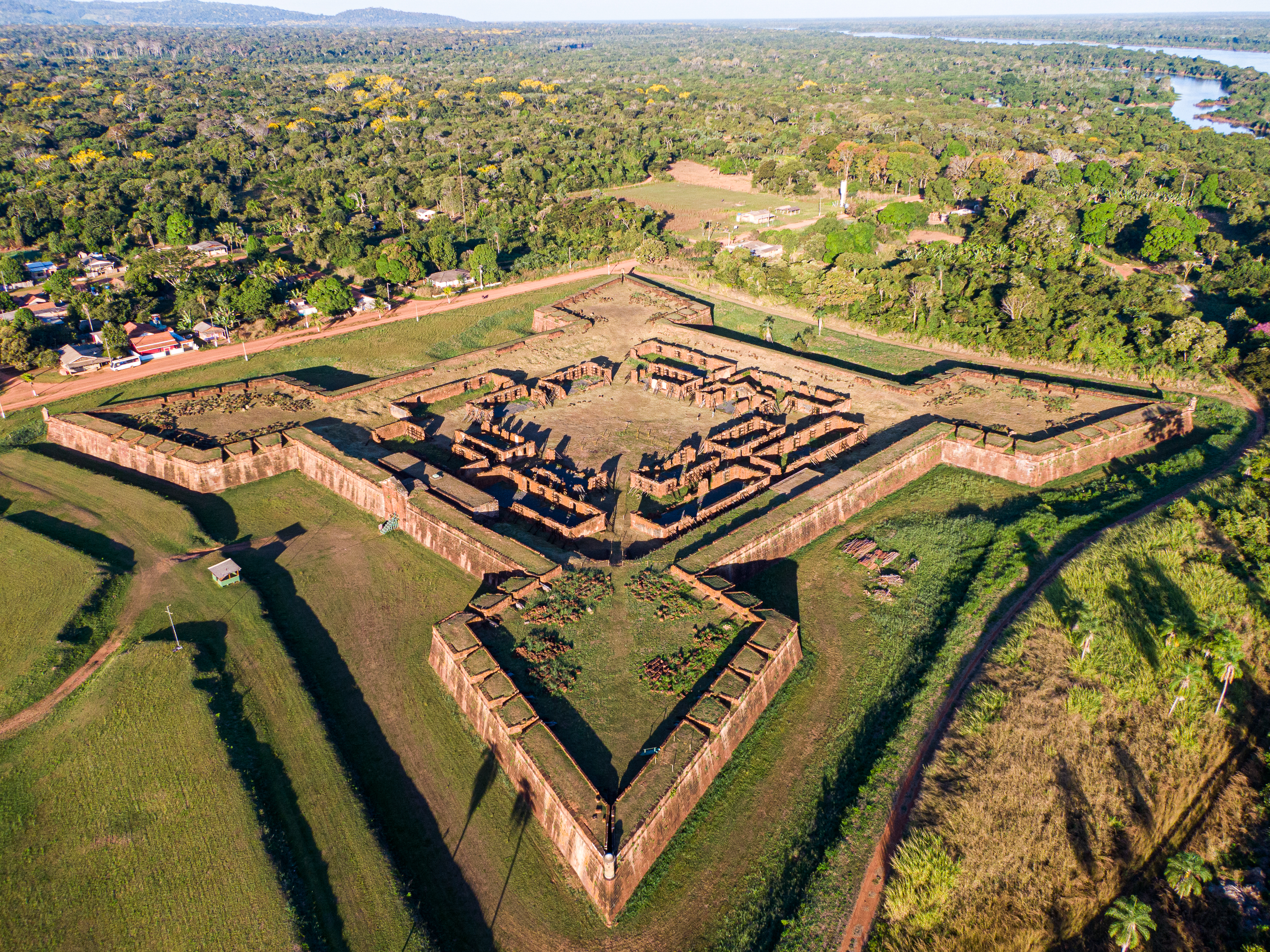
Luftaufnahme der Festung

Das Forte Príncipe da Beira, eigentlich Real Forte Príncipe da Beira, deutsch Königliche Festung Fürst von Beira, ist ein am Unterlauf des Rio Guaporé unweit der Mündung in Río Mamoré gelegene Festung im brasilianischen Bundesstaat Rondônia. Sie liegt in der Gemeinde Costa Marques.
Der Ort ist bekannt vor allem für die 1776–1783 erbaute sternförmige Festung, benannt nach Joseph von Braganza, Fürst von Beira. Die Festungsanlage besitzt eine zehn Meter hohe Mauer und vier Bastionen, die ursprünglich mit je 14 Kanonen bestückt waren. Es ist jedoch nur eine dieser Kanonen erhalten geblieben. Der Gesamtumfang der Festungsmauer beträgt etwa einen Kilometer. Innerhalb der Mauer befinden sich die Ruinen einer Kapelle, von Mannschaftsquartieren, Dienstgebäuden und eines Gefängnisses. Die Festung ist eine der beiden einzigen Festungen, die Portugal je im Inneren Brasiliens errichtet hatte, und diente zur Grenzsicherung gegenüber dem spanischen Kolonialreich. 1889 wurde die militärische Nutzung der Festung aufgegeben.
Es wurde am 7. August 1950 unter der Nummer 281 in die Kulturdenkmalliste des Instituto do Patrimônio Histórico e Artístico Nacional (IPHAN) aufgenommen.
2005 wurde bei der Festung eine Quilombo-Siedlung anerkannt. Erreichbar ist der Ort über den Rio Guaporé und die Landesstraße RO-478.